# Lea Polonsky
Lea Polonsky (hebreiska: לאה פולונסקי), född 25 maj 2002 i Haifa, är en israelisk simmare. Hennes bror, Ron Polonsky, är också en simmare.

## Karriär
Vid EM 2024 i Belgrad tog Polonsky silver på 200 meter medley samt var en del av Israels lag som tog guld och noterade ett nytt nationsrekord på 4×200 meter frisim.